# Доусон (округ, Монтана)
Шаблон:StateAbbr_ 47°16′ пн. ш. 104°54′ зх. д. / 47.27° пн. ш. 104.9° зх. д.
Округ Доусон (англ. Dawson County) — округ (графство) у штаті Монтана, США. Ідентифікатор округу 30021.

## Історія
Округ утворений 1865 року.

## Демографія
За даними перепису
2000 року
загальне населення округу становило 9059 осіб, зокрема міського населення було 6188, а сільського — 2871.
Серед мешканців округу чоловіків було 4490, а жінок — 4569. В окрузі було 3625 домогосподарств, 2477 родин, які мешкали в 4168 будинках.
Середній розмір родини становив 2,9.
Віковий розподіл населення поданий у таблиці:
| Стать    | До 15 років | 15-21 | 22-29 | 30-39 | 40-49 | 50-65 | 65-85 | Понад 85 |
| -------- | ----------- | ----- | ----- | ----- | ----- | ----- | ----- | -------- |
| Чоловіки | 798         | 513   | 399   | 500   | 777   | 788   | 623   | 92       |
| Жінки    | 864         | 473   | 320   | 503   | 765   | 756   | 751   | 137      |

## Суміжні округи
- Ричленд — північ
- Вайбо — схід
- Прері — південь
- Маккоун — захід

## Виноски
1. ↑  US Decennial Census. US Census Bureau. Архів оригіналу за 26 квітня 2015. Процитовано 28 листопада 2014.
2. ↑  Historical Census Browser. University of Virginia Library. Архів оригіналу за 1 вересня 2019. Процитовано 28 листопада 2014.
3. ↑  Population of Counties by Decennial Census: 1900 to 1990. US Census Bureau. Архів оригіналу за 22 вересня 2018. Процитовано 28 листопада 2014.
4. ↑  Census 2000 PHC-T-4. Ranking Tables for Counties: 1990 and 2000 (PDF). US Census Bureau. Архів оригіналу (PDF) за 6 вересня 2019. Процитовано 28 листопада 2014.
5. ↑  State & County QuickFacts. US Census Bureau. Архів оригіналу за 6 червня 2011. Процитовано 15 вересня 2013.(англ.) Наведено за англійською вікіпедією.
6. ↑  American FactFinder. Бюро перепису населення США. Архів оригіналу за 21 травня 2008. Процитовано 31 січня 2008.

| США | Це незавершена стаття з географії США. Ви можете допомогти проєкту, виправивши або дописавши її. |